# Dürnkrut
Dürnkrut är en ort och kommun  i Österrike. Den ligger i distriktet Gänserndorf i förbundslandet Niederösterreich, 50 km nordost om huvudstaden Wien. 
Kommunen består av två orter (Ortschaften) (inom parentes invånarantal 1 januari 2024):
- Dürnkrut (1 726)
- Waidendorf (513)